# Hermetia confidens
Hermetia confidens är en tvåvingeart som beskrevs av Adisoemarto 1975. Hermetia confidens ingår i släktet Hermetia och familjen vapenflugor. Inga underarter finns listade i Catalogue of Life.